# Gonaha
Gonaha (en népalais : गोनाहा) est un village situé dans le district de Rupandehi, au sud du Népal, dans la province de Lumbini. Selon le recensement national de 2011, la population de Gonaha s'élevait à 13 760 habitants.

## Géographie
Gonaha est situé dans la région du Teraï, une plaine fertile qui s'étend le long de la frontière sud du Népal avec l'Inde. Le village se trouve à une latitude de 27,49°N et une longitude de 83,37°E.

## Administration
Historiquement, Gonaha était un comité de développement villageois (VDC), une unité administrative locale au Népal. Cependant, avec la réorganisation administrative du pays en 2017, de nombreux VDC ont été intégrés dans de nouvelles structures municipales.

## Démographie
Lors du recensement de 1991, Gonaha comptait une population de 10 838 habitants. Ce chiffre est passé à 13 760 en 2011, indiquant une croissance démographique au fil des ans.

## Économie
L'économie de Gonaha est principalement basée sur l'agriculture, bénéficiant des terres fertiles du Teraï. Les cultures courantes incluent le riz, le blé, le maïs et diverses légumineuses. L'élevage de bétail et la production laitière jouent également un rôle important dans l'économie locale.

## Culture et religion
La population de Gonaha est majoritairement hindoue, avec une présence significative de bouddhistes, reflétant la diversité religieuse du district de Rupandehi. Des festivals tels que Dashain, Tihar et Chhath sont célébrés avec enthousiasme par les habitants.